# 北沢ふきん
北沢 ふきん（きたざわ ふきん、1994年10月30日 - ）は、日本の女子プロレスラー。

## 経歴
2014年
- 1月23日、我闘雲舞に練習生として入団。4月6日北沢タウンホール大会でのデビューを目指す。この当時は仮の愛称として「ふきちゃん」と呼ばれていた。
- 3月21日、我闘雲舞市ヶ谷チョコレート広場大会にてさくらえみとエキシビジョンマッチ（2分）。大会後の座談会にて、リングネームを会場に因み「北沢ふきん」とさくらえみに命名される。
- 4月6日、我闘雲舞北沢タウンホール大会にて、さくらえみ戦でデビュー。

2015年
- 3月26日、新木場大会開始前の練習中に手首を負傷。以降欠場。
- 8月13日、後楽園ホール大会にて復帰戦。
- 学業専念のため8月19日市ヶ谷大会を最後に無期限休業[1]。

## テーマ曲
- ふきんのポルカ

## 得意技
- ヒップアタック
- ヒップドロップ
- 弓矢固め